# Koprivnički Bregi
Koprivnički Bregi es un municipio de Croacia en el condado de Koprivnica-Križevci.

## Geografía
Se encuentra a una altitud de 129 m s. n. m. a 106 km de la capital nacional, Zagreb.

## Demografía
En el censo 2011, el total de población del municipio fue de 2381 habitantes, distribuidos en las siguientes localidades:
- Glogovac - 924
- Jeduševac - 116
- Koprivnički Bregi - 1 341

| Gráfica de población de Koprivnički Bregi 1857-2011                 |
|                                                                     |
| Según los censos de población de la oficina estadística de Croacia. |